# Studios Ardmore
Pour les articles homonymes, voir Ardmore.
Les studios Ardmore (Ardmore Studios) sont des studios de cinéma situés à Bray, dans le comté de Wicklow, en Irlande. Ce sont les seuls studios de cinéma du pays. 

## Historique
Les studios sont fondés en mai 1958 par le Ministère irlandais de l'Industrie et du Commerce. 
Le premier film à y être tourné est Home Is the Hero (1959), de Fielder Cook. Emmet Dalton et Louis Elliman, premiers responsables du studio, vont démarcher aux États-Unis pour promouvoir les studios et plusieurs films américains et britanniques y sont tournés dans les années 1960, dont Le Dernier de la liste (1963), L'Espion qui venait du froid (1965), Le Crépuscule des aigles (1966), Le Lion en hiver (1968) et Darling Lili (1970). Après une période assez creuse, John Boorman est nommé à la tête des studios en 1975 et les revitalise. Un taxi mauve (1977) et La Grande Attaque du train d'or (1979) y sont notamment tournés et Boorman lui-même y tourne Excalibur (1981).
Le gouvernement irlandais arrête de le financer au début des années 1980 et les studios ferment leurs portes jusqu'à ce qu'un consortium américano-irlandais les rachètent en novembre 1986. Dès lors, y sont notamment tournés My Left Foot (1989), The Crying Game (1992), Braveheart (1994), Le Règne du feu (2002), Le Roi Arthur (2004) ainsi que les quatre saisons de la série télévisée Les Tudors (2007 à 2010).